# سود انباشته

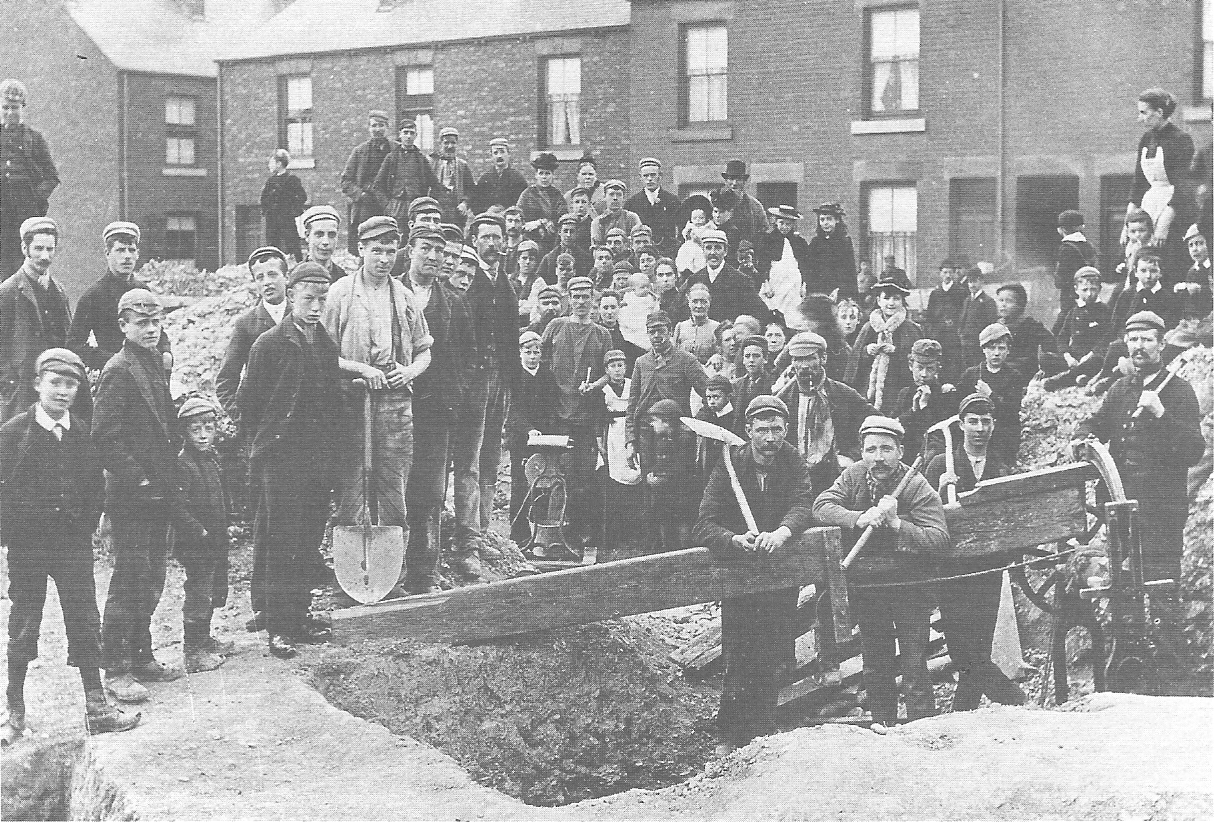
معدنچیان اعتصابی به طور مستقل یک درز زغال سنگی را که در یک سایت ساختمانی در نزدیکی جاده هندزورث در دارنال، شفیلد در طول مناقشه سال 1893 کشف کرده اند، کار می کنند.

سود انباشته، (به انگلیسی: Retained earnings) در حسابداری، به درصدی از سود یک شرکت سهامی اطلاق می‌شود، که به صورت سود سهام، به سهام‌داران اختصاص داده شده است و شرکت مورد نظر، برای سرمایه‌گذاری مجدد در فعالیت‌های اصلی‌اش، یا پرداخت بدهی، آن را نگه داشته است. سود انباشته در سمت چپ ترازنامه و زیر ستون حقوق صاحبان سهام ثبت می‌شود. از اضافه کردن سود خالص به، یا کسر کردن زیان خالص از سود انباشته ابتدای دوره، سود سهام پرداختنی به سهام‌داران به دست می‌آید.